# Футурама (відеогра)
«Футурама» — відеогра за мотивами мультсеріалу «Футурама». Це пригодницький «бойовик», який складається з 22 захоплюючих рівнів. Гра вийшла у серпні 2003 року на платформах PlayStation 2 і Xbox, версія для PC не виходила.

Гра в ролі Фрая

Команда «Planet Express» повинна завадити планам Мами заволодіти всесвітом. Гра починається з того, що контроль над «Planet Express» отримує власник «Momcorp»: «Чудова новина! Я продав Міжпланетний Експрес Мамі!». Після придбання цієї компанії, Мама стає власником 50 % планети Земля, стає верховною володаркою, а всіх інших людей робить своїми рабами.